# Horatio Henry Couldery
Horatio Henry Couldery, född 1832 i Lewisham, död 1893, var en brittisk målare bosatt i London.
Couldery var son till en målare. Efter studier för en ebenist antogs han 1857 som elev vid Royal Academy of Arts. Mellan 1861 och 1892 ställde han ut på akademin. Han utförde djurmålningar, framför allt av unga katter, samt genrebilder, i synnerhet sportscener. Hans verk fick positiva omdömen av konstkritikern John Ruskin.

## Verk i urval

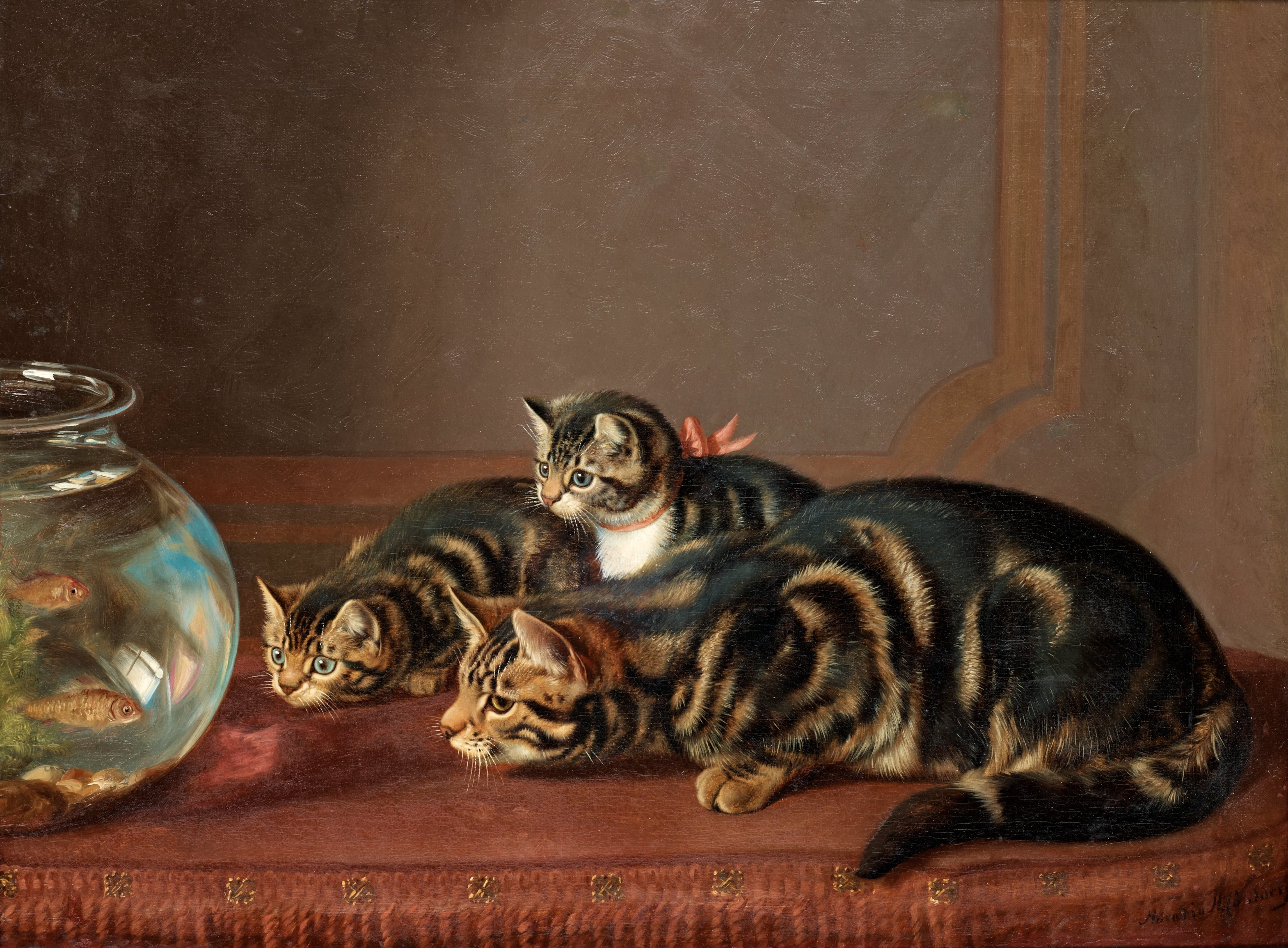
Cats by Fishbowl.
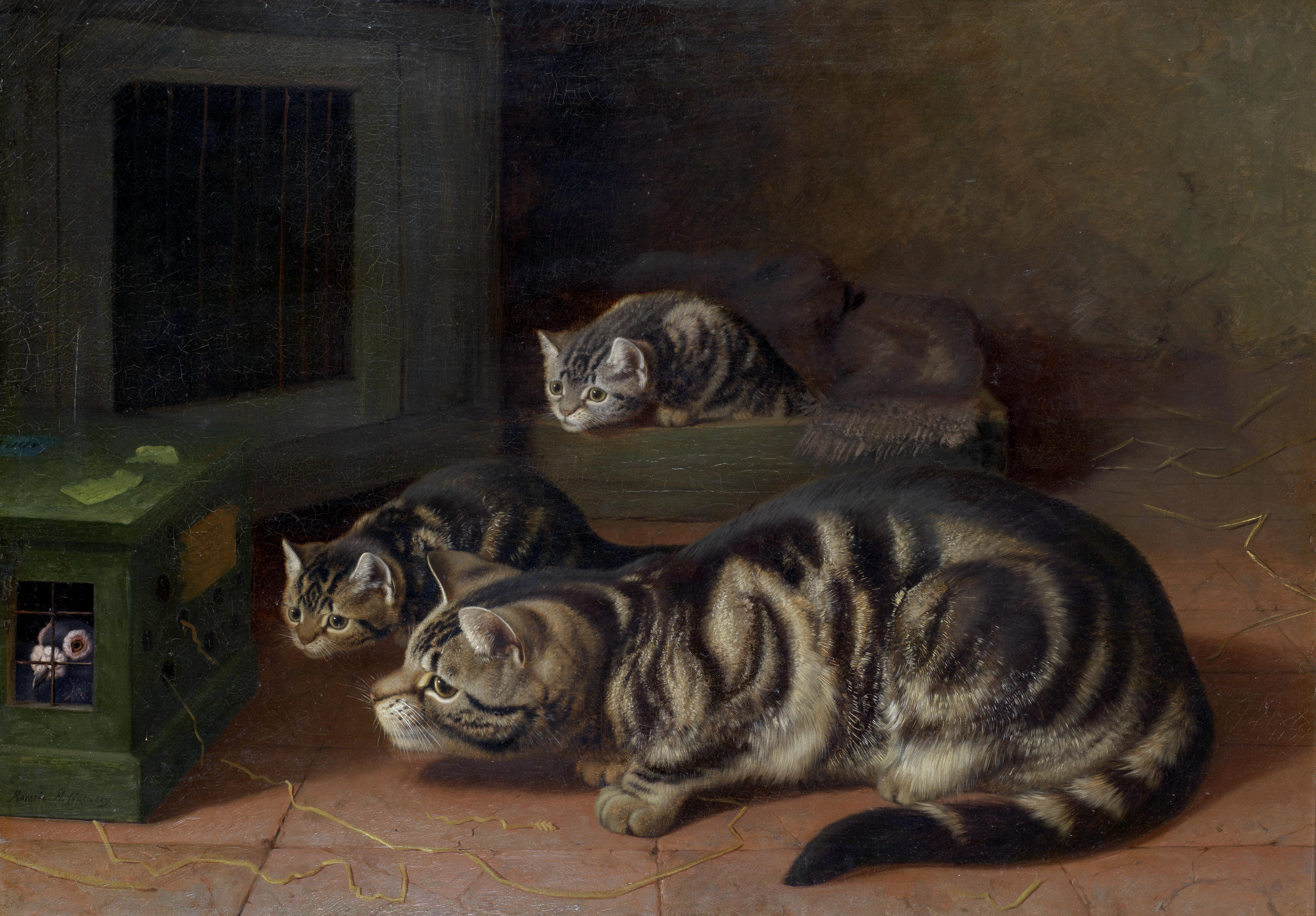
Curiosity.
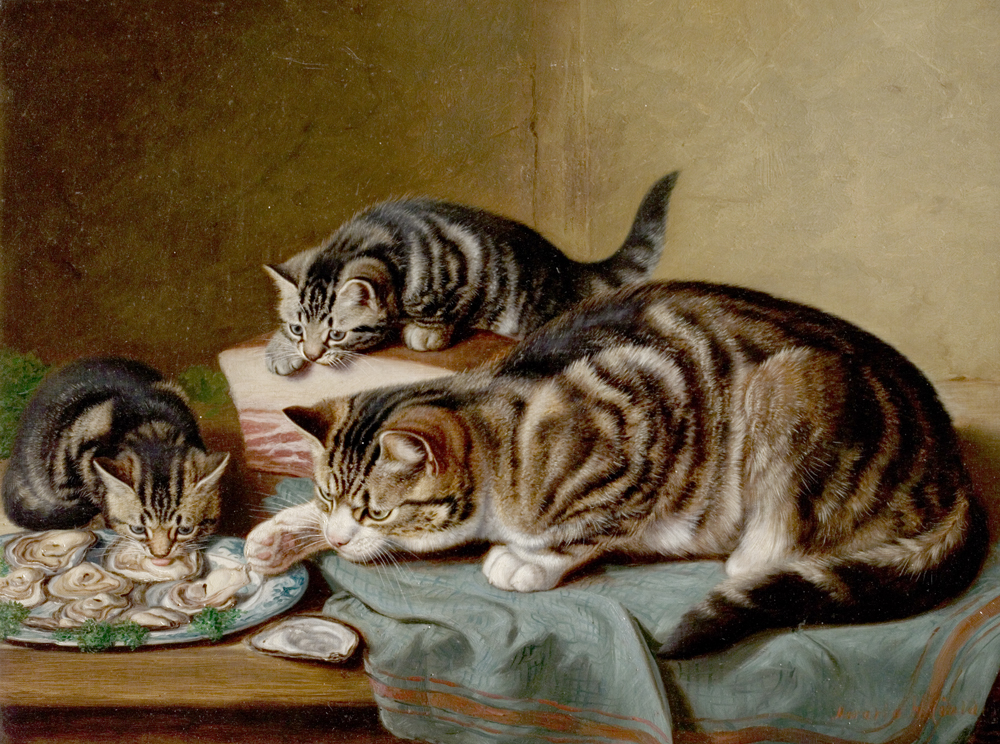
An Oyster Supper.